# Patrick Le Gal
Patrick Le Gal (ur. 14 stycznia 1953 w Ermont) – francuski duchowny katolicki, biskup pomocniczy Lyonu od 2009.

## Życiorys
Święcenia kapłańskie otrzymał 8 grudnia 1982 z rąk biskupa Henriego Schwery. Był m.in. przełożonym organizacji Foyer de Charité de la Part-Dieu oraz moderatorem stowarzyszenia kapłańskiego Notre-Dame de la Sagesse.

### Episkopat
12 września 1997 papież Jan Paweł II mianował go biskupem ordynariuszem diecezji Tulle. Sakry biskupiej udzielił mu 7 grudnia 1997 ówczesny metropolita Bordeaux – kard. Pierre Eyt.
23 maja 2000 został mianowany ordynariuszem diecezji Armii Francuskiej.
7 października 2009, po zakończeniu służby w wojsku został mianowany biskupem pomocniczym Lyonu ze stolicą tytularną Arisitum. W 2013 został mianowany rektorem bazyliki Notre-Dame de Fourvière.